# Jazbina, Črna na Koroškem
Jazbina este o localitate din comuna Črna na Koroškem, Slovenia, cu o populație de 49 de locuitori.